# RTL 102.5 TV
RTL 102.5 TV – włoski telewizyjny kanał muzyczny z dźwiękiem w systemie Dolby Surround. Jako niekodowany (FTA) kanał telewizji satelitarnej jest transmitowany przez satelitę Hot Bird. Odbierany w Polsce.
W 2000 roku, pod nazwą 102&5 Hit Channel rozpoczęto emisję testową, a od lutego 2001 nadawany jest regularny program. W 2002 podpisano umowę o współpracy z radiowym kanałem muzycznym RTL 102,5 FM, a w 2005 przyjęto obecną nazwę. Obecnie program obu kanałów (telewizyjnego i radiowego) pokrywa się.